# Ludwig Pfannemüller
Ludwig Pfannemüller (* 1915; † 2008) war ein deutscher Arzt und Spezialist für Innere Krankheiten und Tropenmedizin.

## Leben
Während des Zweiten Weltkrieges diente er als Militärarzt an der Ostfront. Nach dem Krieg war er weltweit in zahlreichen Ländern, teilweise im Auftrag der deutschen Gesellschaft für technische Zusammenarbeit (GTZ) tätig. Unter anderem lebte und arbeitete er in Afghanistan, Irak, Nordkorea und Saudi-Arabien. Er war ebenfalls einer der Leibärzte des letzten Kaisers von Äthiopien, Haile Selassie. 1972 wurde er zum Leiter der neu gegründeten tropenmedizinischen Untersuchungsstelle der GAWI, der heutigen deutschen Gesellschaft für internationale Zusammenarbeit (GIZ) in Frankfurt am Main berufen.
Pfannemüller war zeit seines Lebens sehr an Kunst und Literatur interessiert. Die Versteigerung seines Nachlasses antiker Kunstschätze führte 2009 zu diplomatischen Verwicklungen, da der Irak darunter Raubkunst vermutete.
Sein beträchtliches Vermögen vermachte er der Hilfsorganisation Ärzte ohne Grenzen sowie einer Stiftung, die von der Stadt Kronberg im Taunus, in der er die letzten Jahre seines Lebens verbrachte, verwaltet wird.